# Albert Thomas Daeger
Albert Thomas Daeger OFM (* 5. März 1872 in Saint Ann, Indiana, USA; † 2. Dezember 1932 in Santa Fe, New Mexico) war ein US-amerikanischer Ordensgeistlicher und Erzbischof von Santa Fe.

## Leben
Albert Thomas Daeger trat der Ordensgemeinschaft der Franziskaner bei und empfing am 25. Juli 1896 das Sakrament der Priesterweihe. Daeger besaß einen Doktorgrad in Katholischer Theologie.
Am 10. März 1919 ernannte ihn Papst Pius XI. zum Erzbischof von Santa Fe. Der emeritierte Erzbischof von Santa Fe, John Baptist Pitaval, spendete ihm am 7. Mai desselben Jahres die Bischofsweihe; Mitkonsekratoren waren der Bischof von Denver, John Henry Tihen, und der Bischof von El Paso, Anthony Joseph Schuler SJ.
Albert Thomas Daeger wurde in der Saint Francis Cathedral in Santa Fe beigesetzt.